# Alticorpus peterdaviesi
Alticorpus peterdaviesi är en fiskart som först beskrevs av Burgess och Axelrod, 1973.  Alticorpus peterdaviesi ingår i släktet Alticorpus och familjen Cichlidae. IUCN kategoriserar arten globalt som livskraftig. Inga underarter finns listade i Catalogue of Life.